# Mary Lilian Baels
Mary Lilian Baels (ur. 28 listopada 1916 w Londynie, zm. 7 czerwca 2002 w Waterloo) – księżna de Réthy, druga żona króla Belgii Leopolda III, córka Henriego Baelsa, właściciela przedsiębiorstwa rybackiego i byłego gubernatora Flandrii Zachodniej.

## Życiorys
Była córką Henriego Baels. Król poznał ją w 1938 na polu golfowym. 11 września 1941 Lilian została jego drugą żoną, poślubioną po śmierci królowej Astrid Szwedzkiej.  Ślub odbył się potajemnie. Jako żona Leopolda otrzymała tytuł księżnej de Réthy. Lilian nigdy nie została zaakceptowana przez Belgów. Nazywali ją czarnym aniołem Laeken. W 1958 założyła Fundację Księżnej Liliany niosącą pomoc chorym na serce. Była bardzo kochana przez swoich pasierbów którzy zwracali się do niej "mamo". Po śmierci męża w 1981 założyła Fundację Leopolda III powołaną do obrony jego pamięci. Z małżeństwa z Leopoldem doczekała się trójki dzieci:
- Aleksandra,
- Marii Krystyny,
- Marii Esmeraldy.